# Реал (денежная единица)

1 парагвайский реал 1865 года

Реал (исп. и порт. real от лат. regalis — королевский) — сначала серебряная (в Испании чеканка начата во второй половине XIV века, в Португалии — в XV веке), затем медная монета и в конце концов счётная денежная единица. Имела хождение в Испании и Португалии, а также в их колониях, оказав заметное влияние на формирование местных денежных систем. Так, в Бразилии в качестве сначала счётной, а затем ходячей монеты реал использовался с XVII века. 
В настоящее время реал — название национальной валюты Бразилии; также парагвайский реал — историческая валюта Парагвая XIX века.